# Podatność elektryczna
Podatność elektryczna, podatność dielektryczna – wielkość fizyczna określająca zdolność polaryzacji dielektryka pod wpływem pola elektrycznego. Im większa podatność elektryczna, tym większa zdolność dielektryka do polaryzacji w zewnętrznym polu elektrycznym. Podatność elektryczna jest bezpośrednio związana z przenikalnością elektryczną materiału.

## W elektrostatyce
W jednorodnym izotropowym dielektryku w stałym polu elektrycznym podatność elektryczna to bezwymiarowy współczynnik proporcjonalności pomiędzy wektorem polaryzacji i natężeniem pola elektrycznego, które tę polaryzację wywołało.
{\displaystyle {\vec {P}}=\chi _{e}\varepsilon _{0}{\vec {E}},}
gdzie:
{\displaystyle {\vec {P}}} – wektor polaryzacji dielektryka,
{\displaystyle {\vec {E}}} – natężenie pola elektrycznego,
{\displaystyle \varepsilon _{0}} – przenikalność elektryczna w próżni,
{\displaystyle \chi _{e}} – podatność elektryczna.
Podatność elektryczna powiązana jest ze względną przenikalnością elektryczną {\displaystyle \varepsilon _{r}} zależnością:
{\displaystyle \chi _{e}=\varepsilon _{r}-1,}
Przy użyciu podatności elektrycznej można indukcję elektryczną {\displaystyle {\vec {D}}} wyrazić przez natężenie pola elektrycznego {\displaystyle {\vec {E}}} w ten sposób:
{\displaystyle {\vec {D}}=\varepsilon _{0}{\vec {E}}+{\vec {P}}=\varepsilon _{0}(1+\chi _{\text{e}}){\vec {E}}=\varepsilon _{\text{r}}\varepsilon _{0}{\vec {E}}=\varepsilon {\vec {E}},}
gdzie:
{\displaystyle \varepsilon } – przenikalność elektryczna.

## W zmiennym polu elektrycznym
W zmiennym polu elektrycznym polaryzacja nie nadąża za zmianami pola elektrycznego i wektor polaryzacji jest przesunięty w fazie w stosunku do wektora natężenia pola elektrycznego. Podatność dielektryczna jest wtedy zespoloną funkcją częstotliwości:
{\displaystyle {\vec {P}}(\omega )=\varepsilon _{0}\chi (\omega ){\vec {E}}(\omega ),}
{\displaystyle \chi (\omega )=\chi '(\omega )-i\chi ''(\omega ).}
Zależność podatności od częstotliwości nosi nazwę dyspersji podatności (niekiedy dyspersją nazywa się samą część rzeczywistą podatności {\displaystyle \chi '(\omega )}). Część urojona podatności {\displaystyle \chi ''(\omega )} opisuje straty dielektryczne i nosi nazwę współczynnika strat.

## Przypadek ogólny
W przypadku ogólnym dielektryka anizotropowego i nieliniowego kierunek wektora polaryzacji nie musi być zgodny z kierunkiem pola. Jego {\displaystyle i}-tą składową możemy zapisać jako
{\displaystyle P_{i}/\varepsilon _{0}=\sum _{j}\chi _{ij}^{(1)}E_{j}+\sum _{jk}\chi _{ijk}^{(2)}E_{j}E_{k}+\sum _{jk\ell }\chi _{ijk\ell }^{(3)}E_{j}E_{k}E_{\ell }+\dots ,}
gdzie {\displaystyle \chi ^{(i)}} jest tensorem {\displaystyle (i+1)} rzędu.
Pierwszy składnik opisuje podatność liniową. Składniki z tensorami wyższych rzędów {\displaystyle \chi ^{(2)},} {\displaystyle \chi ^{(3)}} opisują polaryzację nieliniową.